# 二郎山水库
二郎山水库是中国河南省南阳市桐柏县境内的一座水库，位于鸿鸭河上，建于1970年。水库正常库容为2295万立方米，集雨面积为61平方千米，海拔为201米。